# Даліла та космічний монтажник
Даліла та космічний монтажник (англ. Delilah and the Space Rigger) — науково-фантастичне оповідання Роберта Гайнлайна. Входить в цикл творів «Історія майбутнього». Опубліковане журналом Blue Book в грудні 1949.

## Сюжет
Глорія Брукс Макні, інженер радіотехник приєднується до чоловічогов екіпажу робітників, які будують орбітальну станцію. Після приїзду вона зіткнулася з суперінтентдантом Ларсеном, який не підозрював, що вона жінка. Він не хоче, щоб жінки крутились біля його робітників і пробує повернути її на Землю з наступним шатлом. Врешті, він змушений визнати, що вона є хорошим спеціалістом і покращила мораль і ефективність команди, а не спричинила зрив строків. І вирішує припинити статеву дискримінацію та запросити в команду жінок-робітників. Він також просить, щоб на станцію був призначений капелан, аргументуючи: «Відповідно до нової політики, він може знадобитися в будь-який час».

## Зв'язок з іншими творами
- Станція належить компанії Гарімена з «Людина, що продала Місяць»;